# Sesklo (dorp)
Sesklo (Grieks: Σέσκλο) is een dorp in het departement Magnesia, Thessalië. Het is gelegen in de gemeente Volos. Het dorp ligt op een hoogte van 200 m.

## Sesklocultuur

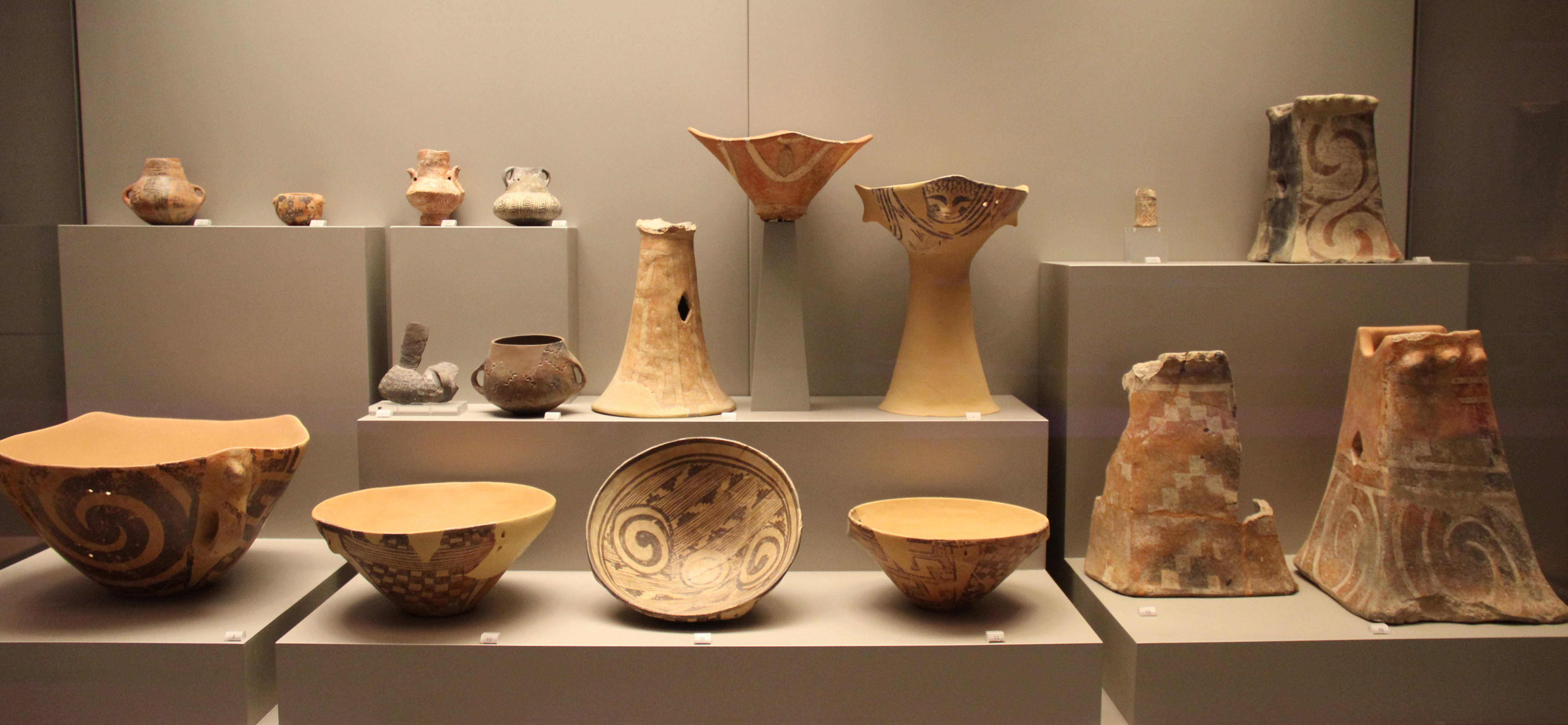
Sesklo laat-neolithisch aardewerk uit 5300-4500 voor Christus.

Het dorp Sesklo dankt zijn naam aan de vroegst bekende neolithische cultuur van Europa, die zich in Thessalië en delen van Macedonië ontwikkelde, de Sesklocultuur. De neolithische nederzetting werd ontdekt in de jaren 1800. De eerste opgravingen werden gedaan door de Griekse archeoloog Christos Tsountas.

## Inwoners
| Jaar | Inwoners |
| ---- | -------- |
| 1981 | 781      |
| 1991 | 857      |
| 2001 | 906      |
| 2011 | 970      |